# Robert Williams (Bogenschütze)
Robert Williams (* 24. Januar 1841 in Chambersburg, Pennsylvania; † 10. Dezember 1914 in Washington, D.C.) war ein US-amerikanischer Bogenschütze.
Bei den Olympischen Spielen 1904 in St. Louis gewann er zwei Silbermedaillen in Einzelwettbewerben Double York Round und Double American Round sowie mit seiner Mannschaft, den Potomac Archers, die Goldmedaille der Team American Round.
Darüber hinaus war er bereits 1883, 1885 und 1902 US-amerikanischer Meister in der Double York Round sowie sechs Mal in der Variante Double American Round.
Williams hatte im Sezessionskrieg im Heer der Nordstaaten gekämpft; er diente seit 1861 in der Armee, in der er es bis zum Oberst brachte. Später war er ein leitender Steuerbeamter. Er starb 1914 im Alter von 73 an einer Lungenentzündung.